# Braszowice
Braszowice (deutsch: Baumgarten) ist ein Dorf in der Stadt- und Landgemeinde Ząbkowice Śląskie im Powiat Ząbkowicki der Woiwodschaft Niederschlesien in Polen.

## Geographische Lage
Braszowice liegt etwa fünf Kilometer südlich von Ząbkowice Śląskie an der Europastraße 67, deren Verlauf hier der alten Heer- und Königsstraße von Prag über Königgrätz und Glatz nach Breslau entspricht.

## Geschichte

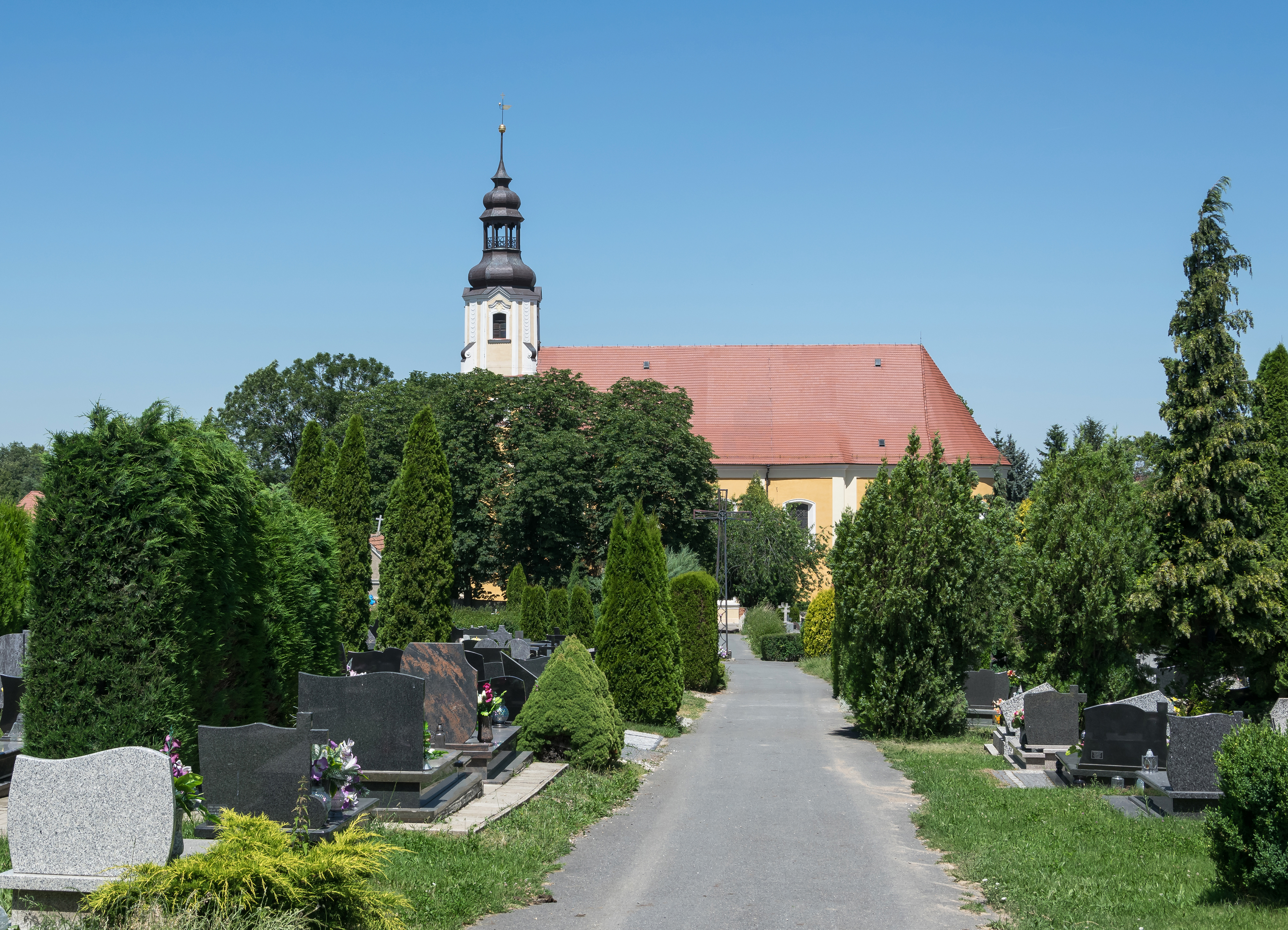
St.-Laurentius-Kirche mit Friedhof

Baumgarten wurde zusammen mit den Dörfern Grochau und Paulwitz auf dem Gebiet des herzoglichen Gutsbezirkes „Grochovischa“ während der Regierungszeit des Herzogs Heinrich I. von Schlesien 1221 oder später gegründet. Die Besiedlung des Waldhufendorfes erfolgte mit deutschen Kolonisten. Es wurde erstmals 1253 erwähnt, als der Schultheiß Berthold („sculteto de pomerio“) als Zeuge einer herzoglichen Beurkundung auftrat. 1270 war Baumgarten im Besitz des Grafen Mrotzko und seines Sohnes Przeclaw aus dem Adelsgeschlecht Pogrell, das bei der deutschen Besiedlung Schlesiens eine führende Rolle spielte. Im selben Jahr wurde „Bomgart“ erstmals als Pfarrort mit einem Pfarrer Henricus erwähnt, als der Abt des Klosters Kamenz eine Klage beim zuständigen Breslauer Bischof Thomas II. einreichte, bei der es um Streitigkeiten um die Zahlung des Zehnten ging. Mit der Untersuchung beauftragte der Bischof den Domherrn Echard, der zugleich den Schultheißen verhören sollte, der den Baumgartner Pfarrer beim Einsammeln des abgabepflichtigen Getreides misshandelt haben soll.
Seit 1321 gehörte Baumgarten zum neu gegründeten Herzogtum Münsterberg. Herzog Bolko II. verpfändete das Herzogtum an König Johann von Böhmen und erkannte zugleich die böhmische Lehenshoheit am 29. August 1336 im Vertrag von Straubing an. Damals war eine Hälfte von Baumgarten im Besitz des Adelsgeschlechts Seidlitz. Für 1322 ist der Münsterberger Mitregent Bernhard II. von Schweidnitz als Grundherr verzeichnet. Im gleichen Jahr vergab er einen Dorfanteil als Lehen an Arnold von Peterswalde, dem auch die Scholtisei übertragen wurde. Um 1350 gelangte das Adelsgeschlecht von Reichenbach, das auf Schloss Peterwitz residierte, in den Besitz der nördlichen Dorfhälfte. 1385 übertrug Markgraf Jobst von Mähren das Obergericht und das Baumgartner Kirchenpatronat an Hermann von Reichenbach. 1398 erwarb das Kloster Kamenz den Dorfanteil von der Familie von Seidlitz.
Während der Reformation wandte sich die Bevölkerung dem Luthertum zu. Nach der Rekatholisierung unter dem böhmischen Landesherrn Ferdinand III. erfolgte 1644 die Rückgabe der Pfarrkirche an die Katholiken. Nach mehreren Besitzerwechseln erwarb 1663 das Kloster Kamenz den ehemals Reichenbach’schen Dorfanteil, so dass ab diesem Jahr das ganze Dorf im Klosterbesitz war.
Im  Ersten Schlesischen Krieg kam es am 27. Februar 1741 zum Gefecht bei Baumgarten. Nach dem Krieg fiel Baumgarten 1742 wie fast ganz Schlesien an Preußen. Nachdem das Kloster Kamenz 1810 säkularisiert worden war, kamen dessen Baumgartner Besitzungen 1812 an das Haus Oranien und von diesem später an das Haus Hohenzollern. Nach der Neugliederung Preußens gehörte Baumgarten seit 1815 zur Provinz Schlesien. Dabei war es zunächst dem Regierungsbezirk Reichenbach und nach dessen Auflösung 1820 dem Regierungsbezirk Breslau eingegliedert. Seit 1818 gehörte Baumgarten zum Kreis Frankenstein, mit dem es bis 1945 verbunden blieb. Seit 1874 bildete es den Amtsbezirk Baumgarten, zu dem auch die Landgemeinden Grochwitz und Paulwitz gehörten.
Nach Ende des Zweiten Weltkriegs wurde Baumgarten im Sommer 1945 zusammen mit fast ganz Schlesien von der sowjetischen Besatzungsmacht unter polnische Verwaltung gestellt. Nachfolgend wurde Baumgarten in Braszowice umbenannt. Die deutsche Bevölkerung wurde in der Folgezeit vertrieben. Die neu angesiedelten Bewohner stammten vorwiegend aus Ostpolen, das an die Sowjetunion gefallen war. 1975–1998 gehörte Braszowice zur Woiwodschaft Wałbrzych (deutsch: Waldenburg).

## Sehenswürdigkeiten
- Die Pfarrkirche St. Laurentius (polnisch Kościół Św. Wawrzynca) wurde erstmals 1270 erwähnt. Die jetzige barocke Saalkirche wurde 1736–1738 von Warthaer Baumeister Joh. G. Reichel und dem Protzaner Zimmerer Kaspar Franz erbaut. Die Kanzel stammt aus der Erbauungszeit. Der Hauptaltar von 1899 im Stil der Neorenaissance enthält ein Gemälde des Hl. Laurentius als Almosenspender, das der Münchner Maler Johann von Schraudolph 1834 auf Bestellung des Patronatsherrn Constantin Graf von Schlabrendorf schuf. Die Seitenaltäre von 1866 stammen aus der Werkstatt des Baumgartner Kunsttischlers und Bildhauers Franz X. Moschner. Sie wurden vom Frankensteiner Maler und Vergolder Karl Krachwitz staffiert.
- Die Figurengruppen vor dem Friedhofstor wurden 1785 geschaffen. Sie standen ursprünglich auf der Brücke am Frankensteiner Tor in Glatz.

## Bevölkerungsentwicklung
| Jahr | Einwohner | Anmerkungen |
| ---- | --------- | ----------- |
| 1885 | 1172      | [ 2 ]       |
| 1933 | 1086      | [ 2 ]       |
| 1939 | 1022      | [ 2 ]       |

## Persönlichkeiten
- Alois Taux (1817–1861), Violinist, Hornist, Komponist und erster Leiter des Mozarteum Orchesters sowie der Salzburger Liedertafel
- Eugen von Steinmann (1839–1899), preußischer Landrat
- Otto Steinmann (1831–1894), preußischer  Regierungspräsident, Reichstags- und Landtagsabgeordneter
- Karl Sindermann (1869–1922), Reichstags- und Landtagsabgeordneter (SPD)
- Carl Graf Hoyos (1923–2012), Arbeits- und Organisationspsychologe